# Editorial Catalonia
L'Editorial Catalonia és una editorial fundada el 2003 a Santiago de Xile. Va néixer a partir de la Libreria Catalonia fundada el 1996 a Santiago de Xile per Drina Beovic Gómez (1948-2001). A la mort de Drina Beovic, el seu marit Arturo Infante Reñasco, que havia estudiat i treballat a Barcelona, va fundar a Santiago de Xile l'Editorial Catalonia el 2003.